# Frillesås landskommun
Frillesås landskommun var en tidigare kommun i Hallands län.

## Administrativ historik
När 1862 års kommunalförordningar trädde i kraft inrättades i Sverige cirka 2 500 kommuner. Huvuddelen av dessa var landskommuner (baserade på den äldre sockenindelningen), vartill kom 89 städer och åtta köpingar. Då inrättades i Frillesås socken i Fjäre härad i Halland denna kommun.
Vid kommunreformen 1952 uppgick denna landskommun i Löftadalens landskommun som senare 1974 uppgick i Kungsbacka kommun.

## Politik

### Mandatfördelning i Frillesås landskommun 1942-1946
| 11 | 9 |

| 20 |

| 9 | 11 |

| 20 |